# Nicole Clément
Pour les articles homonymes, voir Clément.
Nicole Clément est une compositrice et pédagogue française née le 25 avril 1946 à Sannois.

## Biographie
Nicole Clément naît le 25 avril 1946 à Sannois, au sein d'une famille ouvrière mélomane.
Elle commence ses études musicales par l'apprentissage de l'accordéon, avant d'aborder le piano auprès de Lucette Touzet et Odette Gartenlaub. À l'issue de son baccalauréat, elle s'inscrit à l'École normale de musique de Paris et prépare le certificat d'aptitude à l'Éducation musicale (CAEM). Parallèlement, elle travaille la composition avec Jeanine Rueff, le piano avec Odette Gartenlaub et le chant avec Irène Joachim.
En 1968, elle est lauréate du CAEM et entame une carrière de professeur d'éducation musicale. Jusqu'en 1977, elle enseignera au collège Carnot à Argenteuil.
En 1969, Nicole Clément est admise au Conservatoire de Paris, où elle obtient entre 1971 et 1977 les premiers prix de contrepoint, d'harmonie, de fugue, d'analyse et de composition dans la classe de Tony Aubin. Ses autres professeurs sont Claude Henry, Henri Challan, Marcel Bitsch et Jacques Castérède.
En 1976, elle est lauréate du certificat d'aptitude (CA) d'analyse musicale et décide en 1977 de quitter l'Éducation nationale afin d'enseigner en conservatoire. Elle est recrutée par le Conservatoire de Nancy, où elle professera de 1977 à 2011.
C'est à partir de cette époque que sa carrière de compositrice se développe. Elle reçoit le prix Pineau-Chaillou de la Société académique de Nantes, le prix Ardoin de l'Académie des beaux-arts de l'Institut en 1978, et le prix Jacques Durand et Georges Wildenstein en 1982.
De 1980 à 1982, Nicole Clément est pensionnaire de la Casa de Velázquez.
En 1994, elle remporte le prix de composition, le prix du public et le prix spécial du mérite au concours international de composition de clavecin d'Atlanta, pour Covalences multiples, pièce enregistrée par Elaine Funaro en 1997.

## Œuvres
Parmi ses compositions, figurent notamment, :
- Trio pour flûte, violoncelle et harpe (1978), créé en 1980 par le trio de Paris
- Apapelum, créé à Nancy en 1979
- Triaulos, pour hautbois solo
- De solitude en solitude vers la vie, rhapsodie concertante pour violoncelle et orchestre (1976) créée le 13 mai 1977[7]
- Isomérie, quatuor à cordes no 1 (1976)[8]
- Polymorphie, quatuor à cordes no 2 (1981)[9]
- Pantomime, pour quintette à vent (1981)
- Saetilla, sonate pour violoncelle et piano (1986), créée à Paris au cours d'un concert de la Société nationale de musique
- Ciuleandra, sonate pour violon et piano
- Aïnadamar ou Le Tombeau de García Lorca, pour deux pianos
- Commence le pleur de la guitare (1985), six mélodies en espagnol composées sur des poèmes de García Lorca créées à Épinal le 12 décembre 1985 pour les 60 ans de Pierre Boulez, par Hélène Jossoud, dédicataire de l'œuvre, Stéphane Petitjean au piano et l'orchestre des élèves du Conservatoire de Nancy dirigé par Jean-Marc Burfin
- Prélude-Fantaisie sur B.A.C.H., pour orgue, commande de Jean-Philippe Fetzer pour le tricentenaire de la naissance de Bach (1985)
- Gradus ad musicam, sonate pour piano no 3 créée à Paris en mars 1997 par Hugues Leclère
- Perpetuum mobile, pour piano
- Vingt-quatre préludes, pour piano, en hommage à Frédéric Chopin
- Eurofolia, duo pour violon et violoncelle (2004)
- Epitaphonia, pour récitant, baryton, chœur mixte et orchestre (2005)
- Au Commencement était l'oiseau (2008)
- S.M.S. small music, pour saxophone (2011)